# Шагрень (шкіра)
Шагрень (фр. chagrin, від італ. zigrino, напевно від тюрк. sagri, «спина коня») — шкіра із зернистими горбиками, що виділяється із шкіри тварин.

## Етимологія
Слово походить від французького chagrin і пов'язане з італійським zigrino та венеціанським sagrin, що походить від тюркського sağrı / çağrı «круп коня» або підготовлена шкіра цієї частини.

## Загальний опис
За аналогією шагренню називають поверхні, на вигляд схожі на таку шкіру: особливого роду папір і кольоровий коленкор, що використовується в палітурній справі, шорстку обробку стін, кишенькових книжечок і невеликих футлярів, а також для використання в ефесах і піхвах мечів і кинджалів, де слизькість є недоліком.
Шагрень буває м'яка, рослинного або галунового дублення і жорстка, що є сирою шкірою. Виготовлялася зі спинної частини шкір коней, куланів і т. ін. Забарвлювалася частіше в зелений колір. Зараз зазвичай виготовляється з козячих, овечих шкур. Різновид крокренів — риб'яча шкіра «галюша» (фр. galuchat) — із сирих шкір акули або інших риб, які мають природну шорсткість.
Шкіра зі спини коня високо цінувалася, тому що з неї можна було виготовити м'який, красивий, тонкий і водночас міцний матеріал. У процесі виготовлення крокрені хребтову частину шкіри витримували у воді, поки не вийдуть волосся і шкіра не розбухне. Очищену шкіру посипали дрібнозернистим матеріалом (наприклад, насінням лободи), покривали полотном і висушували, внаслідок чого лицьова сторона виявлялася покритою височинами та заглибленнями. Височі зрізалися ножем нарівні з пониженнями, шкіра розм'якшалася у воді і швидко додублювалася. Більш щільні частини, що залишилися незрізаними, виступають більше і утворюють особливу міру, яка характеризує крокрень.

## З історії застосування
В Азії рукояті японських мечів тачі, катана та вакідзаші майже завжди були вкриті незабарвленою шагреневою сиром'ятною шкірою, тоді як у Китаї шагрень, яка використовується ще у 2 столітті нашої ери, традиційно використовувалася в елементах луків династії Цінь.
Шагрень була дуже поширеною у контейнерах для окулярів з 19-го століття, а також інших ящиків для посуду з Китаю.
У 17 і на початку 18 століть термін «шагрень» став застосовуватися до шкіри, виготовленої з акулячої шкіри або шкіри іншої риби (ймовірно, перламутрового ската Hypolophus sephen). Цю форму також називають акулячою шкірою. Такі шкіри природно вкриті круглими, щільно розташованими, кальцинованими сосочками. Ця форма шагрені була вперше популяризована в Європі французьким майстром чинбарства  Жаном-Клодом Галюша (1689-1774). Він швидко став модним серед французької аристократії, і до середини 18 століття відомим по всій Європі.
З 18 століття шагрень зазвичай використовувалася для покриття портативних предметів, таких як багаж, туалетні ящики та інші коробки, тверде і надійне на вигляд покриття, здавалося, гарантувало його репутацію, що витримує грубе поводження; відомі також книжкові покриття, а також більші предмети меблів. Водостійкі якості, які приписуються оздобленню, ймовірно, є причиною багатьох туалетних приналежностей і супутніх предметів, таких як набори для гоління, табакерки та інші речі особистого характеру.
Речі продовжували виготовляти протягом 19 століття, зазвичай під впливом зразків 18 століття. У 1920-х і 1930-х роках відбулося відродження виробів, виготовлених із тонкої твердої обробки та традиційних блідо-зелених тонів, які дуже добре пасували до панівного стилю ар-деко. Багато з цих предметів розроблено в стилі модернізму з незначним впливом 18 століття. Широкий асортимент предметів датується цим періодом, включаючи меблі та багаж.
У 1970-х роках шагрень знову увійшла в моду, частково через відновлення інтересу до періоду ар-деко. Відтоді було виготовлено цілий ряд предметів, у тому числі такі меблі, як невеликі столики, які забезпечували роботою невелику кількість майстрів, які обслуговували ринок розкоші. У Південно-Східній Азії набули поширення дрібні декоративні вироби з шагрені і срібла; більшість із них виготовляється висококласними дизайнерськими студіями в Таїланді.
Навіть зараз вироби з шагрені продовжують час від часу використовуватися як декоративні меблі, особливо в розкішних будинках, і є популярними продуктами серед дизайнерів інтер'єрів. Приклади включають шагреневі фоторамки, декоративні шкатулки та підставки для ювелірних виробів. Іншим популярним застосуванням шагрені є використання його для створення video poche (франц. «порожні кишені»), призначеного для зберігання дрібних речей, таких як ключі, гроші та все інше, що вам зазвичай потрібно «випорожнити з кишень».

## Інтернет-ресурси
- «Ramsden Shagreen Opera Glass»—photos of a magnification device partly covered in green-dyed, polished shagreen (c. 1770)
- «Adams shagreen etui»—photo of a utensil case covered in green-dyed, polished shagreen (c. 1800)
- Definition of shagreen—Bookbinding and the conservation of books: A dictionary of descriptive terminology, 1982
- Obituary for Karl Springer—The New York Times, December 6, 1991: «credited with reviving shagreen, the rough skin of an Asian shark, which had been popular as a fabric in the 1920s but had fallen out of favor.»
- «Fish-Skin Veneer Is Costly Covering»—The Cincinnati Post, September 15, 2001
- «Can't Find Nemo? Try Stingray»—Time, February 2, 2004
- «It's Stingray, Dahling! A Species in Danger»—International Herald Tribune, November 26, 2005
- «Shagreen swims into sight again»—Houston Chronicle, September 3, 2008
- «What is Shagreen?»—in-depth explanation, October 30, 2009
- «The Beauty and History of Shagreen» March 4, 2013